# Cyclomia fulvimacula
Cyclomia fulvimacula är en fjärilsart som beskrevs av W. Warren 1900. Cyclomia fulvimacula ingår i släktet Cyclomia och familjen mätare. Inga underarter finns listade i Catalogue of Life.